# 13804 Hrazany
13804 Hrazany è un asteroide della fascia principale. Scoperto nel 1998, presenta un'orbita caratterizzata da un semiasse maggiore pari a 3,1537112 UA e da un'eccentricità di 0,1529141, inclinata di 5,97747° rispetto all'eclittica.